# Ondrejovce
Ondrejovce (Hongaars: Barsendréd) is een Slowaakse gemeente in de regio Nitra, en maakt deel uit van het district Levice.
Ondrejovce telt 478 inwoners.